# برغن

موقع برجن في النرويج

برغن أو برجن أو بيرجن (Bergen ) مدينة وميناء يقع في جنوب غرب النرويج، على أحد الخلجان الصغيرة لبحر الشمال. تعد المدينة ثاني أكبر مدن النرويج وأحد أهم الموانئ بها. تأسست في حدود العام 1070 بواسطة أولاف الثالث من النرويج، وهي من أهم مدن النرويج منذ القرون الوسطى، كما كانت عاصمة النرويج بين القرنين 12 و 13 حتى عام 1299. في القرن الرابع عشر، سيطر تجار الرابطة الهانزية الألمان على تجارتها، واستمر ذلك حتى القرن السادس عشر. دمّرت المدينة بواسطة الحريق في عدة مناسبات، أبرزها في عامي 1702 و 1916، ولكن سرعان ما تم إعادة إعمارها. يعتمد اقتصاد المدينة على صيد السمك وصناعة السفن والسياحة (حيث يوجد بها الكثير من المناطق السياحية، وأهمها الميناء Bryggen وكذلك القطار المعلّق FLØIBANEN). تشتهر برغن بوجود مباني قديمة جدا، ولا يسمح القانون بهدم أو تجديد أي مبنى يزيد عمره عن 100 عام.
عدد سكانها 250000 نسمة تقريباً. برغن هي مسقط رأس كل من إدفارد غريغ وعازف الكمان أولي بل. وقد حصلت على لقب أجمل مدينة من حيث نقاء هوائها.

## الجغرافيا
تحتل برغن معظم شبه جزيرة برجنشالفوين في منطقة جزيرة ميدثوردل وسط غرب هوردالان. وتبلغ مساحتها 465 كم مربع (180 ميل مربع). وتقع منطقة برغن في منطقة حضرية بالقرب من المضيق البحري، ويحيط بالمدينة سبعة تلال، ويبلغ طول أعلى جبل ارتفاعا حوالي 987 متر (3.238 قدم) فوق مستوى سطح البحر.

## المناخ
يتميز مناخ مدينة برغن بالاعتدال المحيطي، فهو بارد شتاء ومعتدل صيفاً، على الرغم من كونها في الشمال. ويعتبر طقس برغن الأكثر دفئاً في فصل الشتاء في مقارنة بالمدن الأخرى في النرويج. وتواجه المدينة هطول أمطار غزيرة، ويبلغ معدل الهطول السنوي حوالي 2.250 ملم في المتوسط، وذلك لأن المدينة يحيط بها العديد من الجبال والتي تسبب لها رطوبة في الهواء مما يتسبب في هطول الأمطار. هطلت الأمطار في 29 أكتوبر من عام 2006 بشكل غزير ومستمر لمدة 85 يوماً متتالياً؛ ولم تتوقف عن الهطول إلا في 21 يناير 2007.
ومن ناحية درجات الحرارة فقد تم تسجيل أعلى درجة حرارة بلغت 31.8 درجة مئوية في 19 يوليو من عام 2003، وسجلت أدنى درجة حرارة في عام 1987 والتي بلغت -16.3 درجة مئوية.
| البيانات المناخية لـبرجن(1961–1990)                                                    | البيانات المناخية لـبرجن(1961–1990) | البيانات المناخية لـبرجن(1961–1990) | البيانات المناخية لـبرجن(1961–1990) | البيانات المناخية لـبرجن(1961–1990) | البيانات المناخية لـبرجن(1961–1990) | البيانات المناخية لـبرجن(1961–1990) | البيانات المناخية لـبرجن(1961–1990) | البيانات المناخية لـبرجن(1961–1990) | البيانات المناخية لـبرجن(1961–1990) | البيانات المناخية لـبرجن(1961–1990) | البيانات المناخية لـبرجن(1961–1990) | البيانات المناخية لـبرجن(1961–1990) | البيانات المناخية لـبرجن(1961–1990) |
| الشهر                                                                                  | يناير                               | فبراير                              | مارس                                | أبريل                               | مايو                                | يونيو                               | يوليو                               | أغسطس                               | سبتمبر                              | أكتوبر                              | نوفمبر                              | ديسمبر                              | المعدل السنوي                       |
| -------------------------------------------------------------------------------------- | ----------------------------------- | ----------------------------------- | ----------------------------------- | ----------------------------------- | ----------------------------------- | ----------------------------------- | ----------------------------------- | ----------------------------------- | ----------------------------------- | ----------------------------------- | ----------------------------------- | ----------------------------------- | ----------------------------------- |
| متوسط درجة الحرارة الكبرى °م (°ف)                                                      | 3.6 (38.5)                          | 4.0 (39.2)                          | 5.9 (42.6)                          | 9.1 (48.4)                          | 14.0 (57.2)                         | 16.8 (62.2)                         | 17.6 (63.7)                         | 17.4 (63.3)                         | 14.2 (57.6)                         | 11.2 (52.2)                         | 6.9 (44.4)                          | 4.7 (40.5)                          | 10.5 (50.8)                         |
| المتوسط اليومي °م (°ف)                                                                 | 1.5 (34.7)                          | 1.6 (34.9)                          | 3.3 (37.9)                          | 5.9 (42.6)                          | 10.5 (50.9)                         | 13.5 (56.3)                         | 14.5 (58.1)                         | 14.4 (57.9)                         | 11.5 (52.7)                         | 8.7 (47.7)                          | 4.7 (40.5)                          | 2.6 (36.7)                          | 7.7 (45.9)                          |
| متوسط درجة الحرارة الصغرى °م (°ف)                                                      | −0.4 (31.3)                         | −0.5 (31.1)                         | 0.9 (33.6)                          | 3.0 (37.4)                          | 7.2 (45.0)                          | 10.2 (50.4)                         | 11.5 (52.7)                         | 11.6 (52.9)                         | 9.1 (48.4)                          | 6.6 (43.9)                          | 2.8 (37.0)                          | 0.6 (33.1)                          | 5.2 (41.4)                          |
| الهطول مم (إنش)                                                                        | 190 (7.5)                           | 152 (6.0)                           | 170 (6.7)                           | 114 (4.5)                           | 106 (4.2)                           | 132 (5.2)                           | 148 (5.8)                           | 190 (7.5)                           | 283 (11.1)                          | 271 (10.7)                          | 259 (10.2)                          | 235 (9.3)                           | 2٬250 (88.7)                        |
| متوسط الأيام الممطرة (≥ 1 mm)                                                          | 20                                  | 15                                  | 17                                  | 13                                  | 14                                  | 11                                  | 15                                  | 17                                  | 20                                  | 22                                  | 17                                  | 21                                  | 202                                 |
| متوسط الرطوبة النسبية (%)                                                              | 78                                  | 76                                  | 73                                  | 72                                  | 72                                  | 76                                  | 77                                  | 78                                  | 79                                  | 79                                  | 78                                  | 79                                  | 76                                  |
| ساعات سطوع الشمس الشهرية                                                               | 19                                  | 56                                  | 94                                  | 147                                 | 186                                 | 189                                 | 167                                 | 144                                 | 86                                  | 60                                  | 27                                  | 12                                  | 1٬187                               |
| المصدر: World Meteorological Organisation (high and low temperatures), NOAA (all else) |                                     |                                     |                                     |                                     |                                     |                                     |                                     |                                     |                                     |                                     |                                     |                                     |                                     |

## أعلام
- يوهان لودفيغ مفينكل
- كريستيان ميكلسين
- إرنا سولبرغ
- رولف آموت

## وصلات خارجية
- الموقع الرسمي